# Associação Carlos Barbosa de Futsal
A Associação Carlos Barbosa de Futsal, referida como Carlos Barbosa ou pelo acrônimo ACBF, é um clube de futsal brasileiro da cidade de Carlos Barbosa, Rio Grande do Sul. Fundado em 1 de março de 1976, é uma das mais tradicionais e vitoriosas equipes da modalidade.
Entre os numerosos títulos do clube, se destacam: 1 premiação de Melhor Clube do Mundo, 3 Copas Intercontinentais, 6 Copas Libertadores, 5 Ligas Nacionais, 3 Taças Brasil e 16 títulos gaúchos. Devido ao sucesso esportivo da equipe, o município de Carlos Barbosa foi nomeado como a "Capital Nacional do Futsal" em 2017, através de lei sancionada pelo governo federal.
Com grande tradição no futsal, atualmente é o maior campeão nacional e continental do esporte, ao lado do rival Jaraguá, além de ser o segundo clube com mais títulos mundiais, atrás apenas do Inter Movistar, da Espanha.

## História
A origem da Associação Carlos Barbosa de Futsal remonta a uma fusão entre os times amadores Real e River, liderada por Clovis Tramontina, com o objetivo de representar Carlos Barbosa em competições estaduais. O nome foi sugerido por Aldo Pontin, dono da Lancheria Original, local onde a ideia nasceu, e as cores do uniforme foram inspiradas no branco do Real, no preto do River e no laranja da seleção holandesa de 1974. A estreia oficial ocorreu em 14 de agosto de 1976, com uma vitória por 6 a 2 sobre o Ginástica, de Estrela, marcando o início de uma trajetória vitoriosa.
Desde sua fundação, a ACBF conta com a Tramontina como principal patrocinadora, em uma parceria que se tornou fundamental para o sucesso e desenvolvimento do clube. A empresa, que é um dos maiores nomes da indústria gaúcha e brasileira, não apenas fornece suporte financeiro, mas também colabora com infraestrutura e projetos de longo prazo, ajudando a construir bases para as operações da equipe. Um marco dessa parceria foi a construção do Centro Municipal de Eventos Sérgio Luiz Guerra, em 2000, que contou com o apoio da empresa.
A primeira grande conquista veio em 1996, quando a ACBF venceu o Campeonato Gaúcho, após um esforço de profissionalização que evitou o encerramento do clube no ano anterior. Desde então, o clube acumulou 16 títulos estaduais, consolidando-se como a maior campeã do Rio Grande do Sul. No cenário nacional, a ACBF ostenta cinco títulos da Liga Nacional (2001, 2004, 2006, 2009 e 2015), sendo a maior campeã da competição ao lado do rival Jaraguá. Além disso, conquistou a Taça Brasil em três oportunidades (2001, 2009 e 2016), incluindo uma edição histórica em 2009, quando encerrou o ano com a "Tríplice Coroa Nacional" — feito que consiste em vencer a Liga Nacional, a Taça Brasil e o campeonato estadual em uma mesma temporada.

No âmbito continental, a equipe ergueu o troféu da Copa Libertadores em seis oportunidades (2002, 2003, 2011, 2017, 2018 e 2019) e divide, também com o Jaraguá, o posto de maior campeã da América do Sul. No cenário internacional, a ACBF conquistou três vezes a Copa Intercontinental (2001, 2004 e 2012), tornando-se o segundo clube mais vitorioso do mundo, atrás apenas do Inter Movistar, da Espanha, que possui cinco títulos. A primeira conquista mundial, em 2001, ocorreu na Rússia, quando o torneio ainda não era organizado pela FIFA. Em 2004, a ACBF tornou-se a primeira campeã de um torneio mundial chancelado pela entidade, vencendo o Playas de Castellón na final, em Barcelona. Já em 2012, a equipe sediou a competição em Carlos Barbosa e sagrou-se tricampeã ao vencer o Inter-ESP.

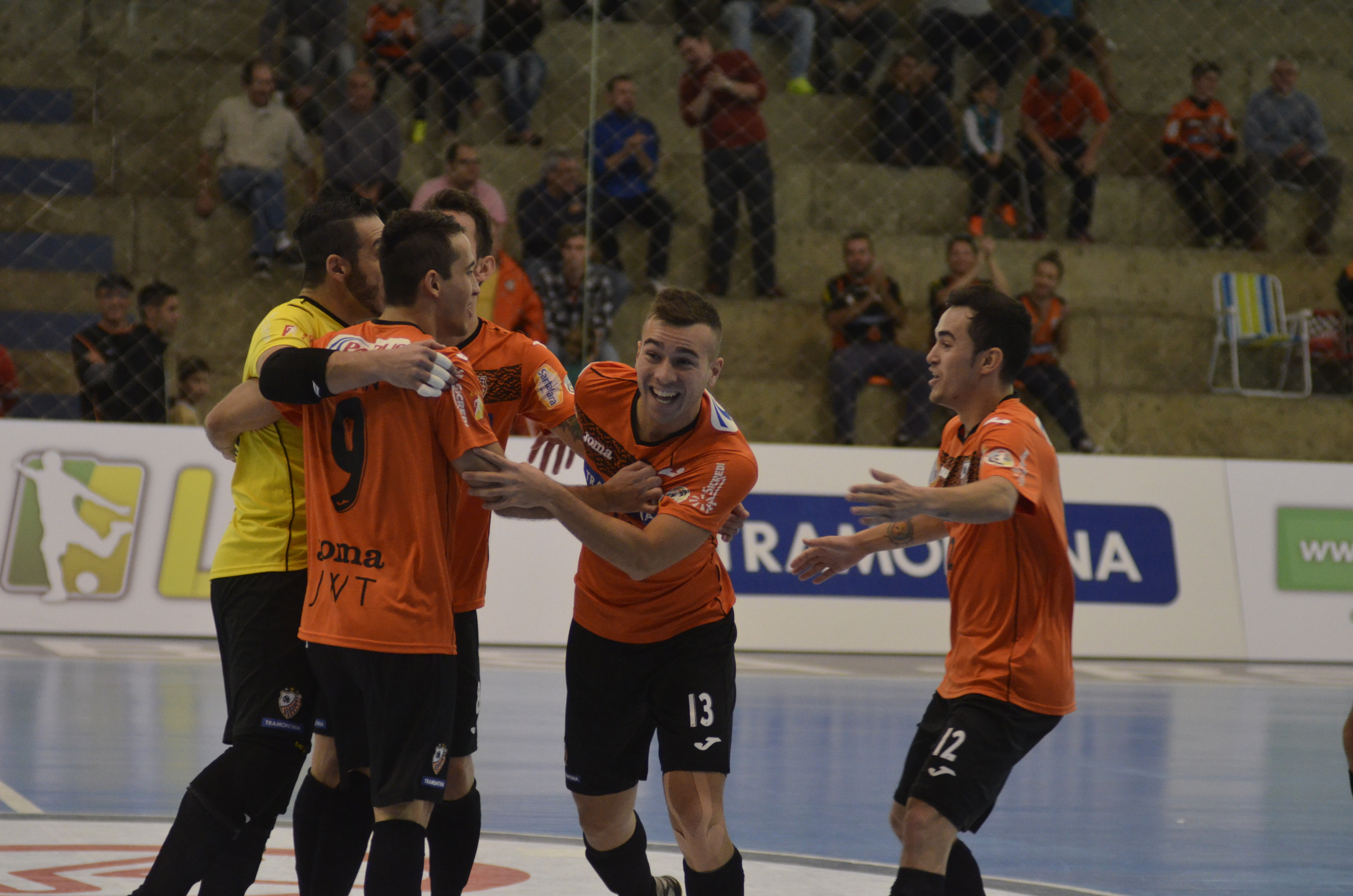
Lance de confronto entre ACBF e Intelli, no ginásio Sérgio Luiz Guerra, pela Liga Nacional de 2015.

Nos primeiros anos, os jogos ocorriam no Ginásio Santa Rosa, a primeira quadra coberta da cidade, e, posteriormente, no Ginásio da Tramontina. Em 2000, para atender aos requisitos de capacidade das competições, a prefeitura construiu, com auxílio da Tramontina, o Centro Municipal de Eventos Sérgio Luiz Guerra, com capacidade para 5 mil pessoas, casa atual da equipe. O pavilhão se tornou o palco das maiores conquistas da equipe e manteve a alcunha "Caldeirão da Serra", representando a paixão da torcida barbosense.
Além de seus triunfos dentro de quadra, a Laranja Mecânica tem forte impacto social. O clube trabalha com mais de 450 jovens e crianças em suas categorias de base e escolas de futsal, abrangendo Carlos Barbosa e municípios vizinhos, como Salvador do Sul e Garibaldi. Projetos como estes vão além do esporte, promovendo educação e fortalecendo a comunidade local.
A trajetória da ACBF é um exemplo de dedicação e visão que transformou uma pequena cidade da Serra Gaúcha em um dos centros mundiais do futsal. O título de "Capital Brasileira do Futsal", reconhecido oficialmente em 2017, celebra o impacto cultural de Carlos Barbosa no esporte. Com uma galeria de cerca de 400 troféus, o clube mantém o município no mapa do futsal mundial.

## Ginásio
O Centro Municipal de Eventos Sérgio Luiz Guerra, inaugurado em 7 de dezembro de 2000, é a atual casa da Associação Carlos Barbosa de Futsal. Com uma área construída de 7.233 m² e capacidade para 4.000 espectadores, o ginásio possui instalações modernas, incluindo sala de imprensa, academia, departamento médico, vestiários, cabines de imprensa, palco, tribuna de honra móvel, toaletes, bares, camarins e salas administrativas. A quadra, com piso flutuante e dimensões oficiais de 20m x 40m, atende aos padrões da FIFA para futsal.
Antes da construção do Sérgio Luiz Guerra, a ACBF utilizou outras instalações para seus treinamentos e partidas. Nos primeiros anos, a equipe jogava no ginásio do Colégio Santa Rosa, a primeira quadra coberta da cidade. Posteriormente, mudou-se para o Ginásio da Tramontina, construído nos anos 1980 e remodelado em 1991, conhecido como "Caldeirão da Serra". Foi nesse local que a ACBF conquistou seu primeiro título.
Com o crescimento do clube e a necessidade de um espaço que comportasse um público maior para atender aos requisitos mínimos de competições nacionais, surgiu a ideia de construir um novo ginásio. Com auxílio da Tramontina, a prefeitura de Carlos Barbosa ergueu o atual Centro Municipal, um dos "Templos do Futsal Brasileiro", ao lado da Arena Jaraguá.

## Rivalidades

### Clássicos estaduais
A Associação Carlos Barbosa de Futsal mantém uma intensa rivalidade com o Atlântico de Erechim, formando um dos clássicos mais tradicionais do futsal gaúcho. As duas equipes já decidiram o título gaúcho em nove oportunidades — somando a Liga Gaúcha de Futsal e o Campeonato Gaúcho —, com 6 títulos para a ACBF e 3 para o Atlântico. Um dos maiores confrontos entre os clubes foi a final da Taça Brasil de 2019, onde a Laranja Mecânica foi derrotada.
Ainda no Rio Grande do Sul, a Assoeva, de Venâncio Aires, é outra equipe de destaque que construiu rivalidade com Carlos Barbosa nas últimas décadas. São três finais gaúchas entre os clubes, todas com vitórias da ACBF. No cenário nacional, ambas decidiram a Taça Brasil de 2016, em partida que resultou no tricampeonato do esquadrão laranja.
Outras equipes gaúchas também formaram clássicos com a ACBF em épocas onde se mantinham competitivas, como a Ulbra, hoje afastada de competições profissionais, o Internacional e o antigo John Deere, atualmente denominado Horizontina.

### Clássicos nacionais
No cenário nacional, o maior confronto do futsal brasileiro é protagonizado por Carlos Barbosa e Jaraguá, pentacampeões da Liga Nacional e hexacampeões da Copa Libertadores. Entre 2001 e 2010, os clubes dominaram o Brasil: foram 4 títulos para cada, com duas finais decididas entre ambos. As duas foram vencidas pela Laranja Mecânica. Embora partidas decisivas entre as equipes sejam frequentes, as torcidas não promovem conflitos e mantêm uma relação de respeito.
Após o final da parceria com a Malwee, o Jaraguá enfrentou anos de reestruturação e o grande adversário de Carlos Barbosa em competições nacionais passou a ser o Sorocaba, antigo Brasil Kirin e atual Magnus. Os dois clubes dividiram o protagonismo com grandes investimentos, chegando a decidir duas finais de Copa Intercontinental — ambas vencidas pelos paulistas.
Além de Jaraguá e Sorocaba, a ACBF também costuma duelar com outras equipes competitivas em competições importantes, como Corinthians, Joinville e Cascavel. A construção de rivalidades é um sinal da presença constante em decisões.

## Títulos
| HONRARIAS                | HONRARIAS                       | HONRARIAS | HONRARIAS                                                               |
|                          | Competição                      | Títulos   | Temporadas                                                              |
| ------------------------ | ------------------------------- | --------- | ----------------------------------------------------------------------- |
|                          | Melhor Clube de Futsal do Mundo | 1         | 2009                                                                    |
|                          | Tríplice Coroa Nacional         | 1         | 2009                                                                    |
| INTERCONTINENTAIS        |                                 |           |                                                                         |
|                          | Competição                      | Títulos   | Temporadas                                                              |
|                          | Copa Intercontinental de Futsal | 3         | 2001, 2004 e 2012                                                       |
| CONTINENTAIS             |                                 |           |                                                                         |
|                          | Competição                      | Títulos   | Temporadas                                                              |
|                          | Copa Libertadores de Futsal     | 6         | 2002, 2003, 2011, 2017, 2018 e 2019                                     |
| NACIONAIS                |                                 |           |                                                                         |
|                          | Competição                      | Títulos   | Temporadas                                                              |
|                          | Liga Nacional de Futsal         | 5         | 2001, 2004, 2006, 2009 e 2015                                           |
|                          | Taça Brasil de Futsal           | 3         | 2001, 2009 e 2016                                                       |
|                          | Superliga de Futsal             | 1         | 2011                                                                    |
|                          | Supercopa do Brasil             | 1         | 2017                                                                    |
| REGIONAIS                |                                 |           |                                                                         |
|                          | Competição                      | Títulos   | Temporadas                                                              |
| url=Região Sul do Brasil | Liga Sul de Futsal              | 1         | 2024                                                                    |
| ESTADUAIS                |                                 |           |                                                                         |
|                          | Competição                      | Títulos   | Temporadas                                                              |
| Rio Grande do Sul        | Campeonato Gaúcho               | 12        | 1996, 1997, 1999, 2002, 2004, 2008, 2009, 2010, 2012, 2013, 2015 e 2024 |
| Rio Grande do Sul        | Liga Gaúcha de Futsal           | 4         | 2018, 2020, 2022 e 2023                                                 |

### Outras conquistas
- Copa CONMEBOL Valera: 2002
- Campeonato Sul-Americano de Clubes (Zona Sul): 2002
- Campeonato Sul-Americano de Clubes (Zona Norte): 2003
- Copa Cataratas de Futsal: 2015
- Copa Três Coroas de Futsal: 2018

### Campanhas de destaque
- Copa Intercontinental de Futsal: vice-campeã em 2011, 2013, 2016 e 2018
- Copa Libertadores de Futsal: vice-campeã em 2001 e 2021
- Liga Nacional de Futsal: vice-campeã em 1998, 2003 e 2011
- Taça Brasil de Futsal: vice-campeã em 2004, 2010 e 2019
- Superliga de Futsal: vice-campeã em 2012
- Supercopa do Brasil de Futsal: vice-campeã em 2016
- Campeonato Gaúcho de Futsal: vice-campeã em 2001, 2005, 2006, 2011, 2016 e 2021
- Liga Gaúcha de Futsal: vice-campeã em 2021
- Copa Três Coroas de Futsal: vice-campeã em 2019